# Международный союз по изучению четвертичного периода
Международный союз по изучению четвертичного периода (англ. International Union for Quaternary Research (INQUA); ИНКВА) — главная международная общественная научная организация специалистов по изучению четвертичного периода (последние 2,6 миллиона лет истории Земли). Объединяет несколько тысяч специалистов по разнообразным отраслям знаний, изучающих, в частности, экологические изменения, которые произошли в ледниковые и межледниковые эпохи в течение этого периода.

## История
В 1922 году на 13 сессии Международного геологического конгресса было предложено создать Карпатскую ассоциацию по изучению геологии этого региона. Эта ассоциация стала моделью для дальнейших международных научных объединений.
- 1924 — Общество седиментологов (нем. Gesellschaft für Geschiebekunde) по изучению ледниковых отложений.
- 1927 — Комиссия по изучению четвертичного периода при АН СССР.

17-30 июня 1928 года в Копенгагене (Дания) состоялась международная ассамблея посвящённая 40-летию образования Датского геологического института (Датской геологической службы). На нём присутствовало 102 делегата из 17 стран (от СССР были Д. И. Мушкетов, А. Е. Ферсман и А. А. Борисяк).
- 25 июня директор Датского геологического института (Victor Madsen) представил инициативу польской делегации (во главе с М. Лимановским) о создании новой международной ассоциации учёных-четвертичников, так как отсутствовала научная кооперация геологов-четвертичников соседних европейских стран и большинство публикаций было на скандинавских языках. После дискуссии, идею поддержали делегации из СССР, Германии и Австрии[3]. Был избран организационный комитет куда вошли 14 учёных, в том числе Д. И. Мушкетов[4].
- 26 июня состоялась пленарная сессия, на которой единогласно был принята декларация о создании организации — Ассоциация по изучению четвертичного периода Европы (АИЧПЕ) (фр. Association pour l'étude du Quaternaire européen). Было избрано бюро Ассоциации из 15 делегатов во главе с руководителем Геологического комитета России Д. И. Мушкетовым (первый президент бюро Ассоциации по изучению четвертичного периода Европы)[5][6][7].

3-5 февраля 1939 года во ВСЕГЕИ состоялся 3-й пленум Комиссии по четвертичной стратиграфии и карте Советской секции INQUA.
АИЧПЕ была переименована в:
- 1936 — Международная ассоциация по изучению четвертичного периода (нем. Internationale Quartärvereinigung или англ. International Association for Quaternary Research) в 1936 году на конгрессе в Вене, где уже участвовало 187 делегатов из 23 стран, не только Европы.
- 1953 — Международный союз по изучению четвертичного периода (INQUA), на конгрессе в Риме организация была преобразована в современный союз.

Организация входит в Международный совет по науке.

## Конгрессы
Конгрессы АИЧПЕ и ИНКВА проходили в разных городах мира, как правило раз в 4 года:
1. 1928  — Копенгаген[9]
2. 1932  АИЧПЕ — Ленинград[10]
3. 1936  АИЧПЕ / ИНКВА[11] — Вена

1949  — Будапешт (отложена)
1. 1953  ИНКВА — Рим (намечалась на 1952 год)
2. 1957  ИНКВА — Мадрид
3. 1961  ИНКВА — Варшава
4. 1965  ИНКВА — Боулдер
5. 1969  ИНКВА — Париж
6. 1973  ИНКВА — Крайстчерч[12]
7. 1977  ИНКВА — Бирмингем
8. 1982  ИНКВА — Москва
9. 1987  ИНКВА — Оттава
10. 1991  ИНКВА — Пекин
11. 1995  ИНКВА — Берлин
12. 1999  ИНКВА — Дурбан
13. 2003  ИНКВА — Рино
14. 2007  ИНКВА — Кэрнс
15. 2011  ИНКВА — Берн[13]
16. 2015  ИНКВА — Нагоя
17. 2019  ИНКВА — Дублин[14]
18. 2023  ИНКВА — Рим[15].
19. 2027  ИНКВА — Лакхнау[16]

### Руководство
Президенты конгрессов (президент исполнительного комитета, президент ИНКВА) по году выбора:
- 1928 — Мушкетов, Дмитрий Иванович
- 1932 — Губкин, Иван Михайлович
- 1936 — Gustav Götzinger
- 1953 — Gian Alberto Blanc
- 1961 — Wladyslaw Szafer , (Andre Cailleux )
- 1965 — G. M. Richmond
- 1969 — Jean Dresch
- 1973 — Maxwell Gage (Vladimir Sibrava)
- 1977 — Frank Shotton
- 1982 — Соколов, Борис Сергеевич
- 1987 — Nat Rutter
- 1991 — Liu Tung-sheng
- 1995 — B. Frenzel (S.C. Porter)
- 1999 — T.C. Partidge (N.J. Shackleton)
- 2003 — H.E. Wright
- 2007 — [уточнить]
- 2011 — Margaret Avery
- 2015 — Allan Ashworth
- 2019 — Thijs Van Kolfschoten
- 2023 — Laura Sadori

Основная задача президента — подготовка к проведению следующего конгресса ИНКВА.

## Описание
Одна из целей этих исследователей заключается в документировании сроков, установлении причин и построении моделей прошлых климатических изменений на Земле.
В качестве стран-участниц INQUA в сообщество входят национальные комитеты или комиссии.
В России Комиссию по изучению четвертичного периода ОНЗ РАН в течение ряда лет возглавляет доктор Ю. А. Лаврушин (Геологический институт РАН). Комиссии и научные группы проводят свои симпозиумы, специализированные более узко: например, конференция по проблемам изучения лёссов, комиссия по континентальной палеогидрологии, новейшей тектонике и другие.
Недавно INQUA выступил с заявлением по изменению климата, в котором подтвердил выводы Межправительственной группы экспертов по изменению климата (МГЭИК) и настоятельно призвал все страны принять срочные меры в соответствии с Рамочной конвенцией ООН об изменении климата:

Деятельность человека вызывает сейчас поднятие атмосферной концентрации парниковых газов — в том числе диоксида углерода, метана, тропосферного озона и оксида азота — намного выше доиндустриального уровня… в результате увеличения выбросов парниковых газов, вызывающих повышение температуры… Научное понимание изменения климата теперь достаточно, чтобы оправдать принятие странами оперативных мер… по минимизации количества этого диоксида углерода, достигающего атмосферы и представляющего собой огромную проблему, и должно быть глобальным приоритетом.— Рамочная конвенция ООН об изменении климата
Издаётся журнал союза — Quaternary International.

## Комиссии и комитеты
Международные комиссии, подкомиссии и рабочие группы ИНКВА:
- Комиссия по стратиграфии четвертичных отложений
  - Подкомиссия по плиоцен-плейстоценовой границе
  - Подкомиссия по четвертичной стратиграфии Европы
  - Подкомиссия по четвертичной стратиграфии Африки
  - Подкомиссия по четвертичной стратиграфии Северной Америки
  - Подкомиссия по четвертичной стратиграфии донных отложений океанов
  - Рабочая группа по критериям для подразделения четвертичной системы
- Комиссия по генезису и литологии четвертичных отложений
- Комиссия по четвертичным береговым линиям
  - Подкомиссия по береговым линиям Северо-Запада Европы (включая Францию)
  - Подкомиссия по береговым линиям Средиземного и Чёрного морей (включая Испанию и Португалию)
  - Подкомиссия по береговым линиям Африки
  - Подкомиссия по береговым линиям Америки
  - Подкомиссия по береговым линиям Индийского и Тихого океанов
- Комиссия по изучению лёсса
- Комиссия по тефрохронологии
- Комиссия по палеопедологии
  - Рабочая группа по природе и генезису палеопочв
  - Рабочая группа по датированию палеопочв
  - Рабочая группа по коду почвенной стратиграфии
  - Рабочая группа по применению палеопедологии
- Комиссия по неотектонике
- Комиссия по голоцену
  - Подкомиссия по голоцену Средиземноморья
  - Подкомиссия по голоцену Евросибирской области
  - Подкомиссия по голоцену Северной Америки
- Комиссия по четвертичной карте Европы
- Комиссия по четвертичной карте Северо-Западной Африки
- Комиссия по палеогеографическому атласу четвертичного периода
- Комиссия по палеоэкологии человека

Комитеты ИНКВА:
- Межконгрессный комитет по палеоклиматологии
- Межконгрессный комитет по взаимоотношению между INQUA и другими организациями по проблемам окружающей среды
- Межконгрессный комитет по хронометрии четвертичных отложений.

## Советская секция
Комиссия по изучению четвертичного периода создана в 1928 году для организации и развития международных научных связей советских научных учреждений, занимающихся вопросами изучения четвертичного периода. В 1941—1956 годах не работала.
В 1956 году по предложению Министерства геологии и охраны недр СССР советская секция ИНКВА возобновила свою работу при Отделении геолого-географических наук Aкадемии наук СССР. Президиум АН СССР утвердил состав секции: акад. И. П. Герасимов (председатель), акад. В. Н. Сукачёв, акад. АН УССР В. Г. Бондарчук, акад. АН БССР К. И. Лукашев, акад. АН ЭстССР К. К. Орвику, О. Н. Бадер, Н. Г. Верейский, Г. С. Ганешин, В. И. Громов, В. К. Гуделис, П. К. Заморий, И. К. Иванова, И. И. Краснов, Г. Ф. Лунгерсгаузен, К. К. Марков, М. И. Нейштадт (учёный секретарь), К. В. Никифоров, В. Н. Сакс, Е. В. Шанцер, С. В. Эпштейн.
Издания:
- Труды Советской секции Международной ассоциации по изучению четвертичного периода — (5 выпусков, до 1941 года)
- Бюллетень Комиссии по изучению четвертичного периода